# Liam Fraser
Pour les articles homonymes, voir Fraser.
Liam Fraser, né le 13 février 1998 à Toronto en Ontario, est un joueur international canadien de soccer. Il joue au poste de milieu défensif au Reading FC.

## Biographie

### Parcours en club
Natif de Toronto, il intègre l'académie de soccer du Toronto FC en 2013, puis il rejoint l'équipe réserve, le Toronto FC II, et dispute dix matches lors de la saison 2015 en USL. Le 6 juin 2015, il fait ses débuts professionnels à l'occasion d'un match nul 0-0 contre les City Islanders de Harrisburg. Il signe son premier contrat professionnel le 10 février 2016, lorsqu'il rejoint le Toronto FC II de façon permanente avant le début de la saison 2016 d'USL. En 2017, circule une rumeur selon laquelle il aurait signé son premier contrat avec l'équipe première,. Au cours de l'intersaison 2017, il réalise un essai avec le club danois du HB Køge. À la fin de la saison 2017, le Toronto FC II exerce l'option sur le contrat de Fraser pour la saison 2018.
Il signe avec le Toronto FC son premier contrat en tant que Homegrown Player le 19 janvier 2018,. Le 14 avril 2018, Fraser fait ses débuts en équipe première lors d'un match de la Major League Soccer contre les Rapids du Colorado. À la fin de la saison 2019, le Toronto FC exerce l'option sur le contrat de Fraser pour la saison 2020.
Le 3 mai 2021, il est prêté jusqu'à la fin de la saison au Crew de Columbus en échange d'un montant d'allocation monétaire de 50 000 dollars.
Alors qu'il est en fin de contrat à l'issue de la saison 2021 avec le Toronto FC, il rejoint le KMSK Deinze en Division 1B le 18 janvier 2022,.
En Belgique, Liam Fraser peine à s'imposer comme titulaire indiscutable et après un an et demi, le 4 août 2023, il est transféré au FC Dallas et fait ainsi son retour en MLS. Il dispute sa première rencontre avec la franchise texane le 30 août suivant lors d'un déplacement à St. Louis, entrant en jeu à la 81e minute dans une défaite 2-1.

### Parcours en sélection
En février 2017, Liam Fraser participe au Championnat de la CONCACAF des moins de 20 ans avec l'équipe du Canada des moins de 20 ans. Lors de ce tournoi, il dispute trois rencontres.
En mars 2018, Liam Fraser est convoqué pour la première fois en équipe du Canada par le sélectionneur national John Herdman, pour un match amical contre la Nouvelle-Zélande mais n'entre pas en jeu. Il est de nouveau convoqué pour plusieurs rencontres du tournoi de classement de la Ligue des nations entre septembre 2018 et mars 2019,. Puis, en septembre 2019, il est convoqué pour des matchs de la Ligue des nations contre Cuba et les États-Unis,.
Le 15 octobre 2019, il honore sa première sélection contre les États-Unis. Lors de ce match, Liam Fraser entre à la 9e minute de la rencontre, à la suite de la blessure de Mark-Anthony Kaye. Le match se solde par une victoire 2-0 des Canadiens.
En janvier 2020, il est de nouveau convoqué en équipe du Canada par le sélectionneur national John Herdman, pour des matchs amicaux contre la Barbade et l'Islande,. Le 7 janvier 2020, il dispute sa première rencontre titulaire en sélection contre la Barbade en match amical. Le match se solde par une victoire 4-1 des Canadiens. Trois jours plus tard, il délivre sa première passe décisive en faveur de son coéquipier Amer Đidić, lors du deuxième match face à la Barbade (victoire 4-1). Il est nommé joueur du mois de janvier 2020 de Canada Soccer.
Le 1er juillet 2021, il est retenu dans la liste des vingt-trois joueurs canadiens sélectionnés par John Herdman pour disputer la Gold Cup 2021,.
Le 13 novembre 2022, il est sélectionné par John Herdman pour participer à la Coupe du monde 2022.

## Statistiques

### Statistiques détaillées
| Saison                | Club                    | Championnat           | Championnat | Championnat | Championnat | Coupe(s) nationale(s) | Coupe(s) nationale(s) | Coupe(s) nationale(s) | Compétition(s) continentale(s) | Compétition(s) continentale(s) | Compétition(s) continentale(s) | Compétition(s) continentale(s) | Séries | Séries | Séries | Canada | Canada | Canada | Total | Total | Total |
| Saison                | Club                    | Division              | M.          | B.          | P.d.        | M.                    | B.                    | P.d.                  | Comp.                          | M.                             | B.                             | P.d.                           | M.     | B.     | P.d.   | M.     | B.     | P.d.   | M.    | B.    | P.d.  |
| 2015                  | Toronto FC II           | USL                   | 10          | 0           | 0           | -                     | -                     | -                     | -                              | -                              | -                              | -                              | -      | -      | -      | -      | -      | -      | 10    | 0     | 0     |
| 2016                  | Toronto FC II           | USL                   | 22          | 2           | 0           | -                     | -                     | -                     | -                              | -                              | -                              | -                              | -      | -      | -      | -      | -      | -      | 22    | 2     | 0     |
| 2017                  | Toronto FC II           | USL                   | 20          | 0           | 1           | -                     | -                     | -                     | -                              | -                              | -                              | -                              | -      | -      | -      | -      | -      | -      | 20    | 0     | 1     |
| 2018                  | Toronto FC II           | USL                   | 10          | 0           | 3           | -                     | -                     | -                     | -                              | -                              | -                              | -                              | -      | -      | -      | -      | -      | -      | 10    | 0     | 3     |
| Sous-total            | Sous-total              | Sous-total            | 62          | 2           | 4           | 0                     | 0                     | 0                     | -                              | 0                              | 0                              | 0                              | 0      | 0      | 0      | 0      | 0      | 0      | 62    | 2     | 4     |
| 2018                  | Toronto FC              | MLS                   | 10          | 0           | 0           | 2                     | 0                     | 0                     | LCC                            | 0                              | 0                              | 0                              | -      | -      | -      | -      | -      | -      | 12    | 0     | 0     |
| 2019                  | Toronto FC              | MLS                   | 9           | 0           | 0           | 2                     | 0                     | 0                     | LCC                            | 0                              | 0                              | 0                              | 0      | 0      | 0      | 1      | 0      | 0      | 12    | 0     | 0     |
| 2020                  | Toronto FC              | MLS                   | 13          | 0           | 0           | 0                     | 0                     | 0                     | -                              | -                              | -                              | -                              | 1      | 0      | 0      | 3      | 0      | 1      | 17    | 0     | 1     |
| 2021                  | Toronto FC              | MLS                   | 1           | 0           | 0           | -                     | -                     | -                     | LCC                            | 1                              | 0                              | 0                              | -      | -      | -      | -      | -      | -      | 2     | 0     | 0     |
| Sous-total            | Sous-total              | Sous-total            | 33          | 0           | 0           | 4                     | 0                     | 0                     | -                              | 1                              | 0                              | 0                              | 1      | 0      | 0      | 4      | 0      | 1      | 43    | 0     | 1     |
| 2021                  | Crew de Columbus (prêt) | MLS                   | 23          | 0           | 0           | -                     | -                     | -                     | CC                             | 1                              | 0                              | 0                              | -      | -      | -      | 7      | 0      | 0      | 31    | 0     | 0     |
| 2021-2022             | KMSK Deinze             | Division 1B           | 10          | 0           | 1           | -                     | -                     | -                     | -                              | -                              | -                              | -                              | -      | -      | -      | 3      | 0      | 1      | 13    | 0     | 2     |
| 2022-2023             | KMSK Deinze             | Division 1B           | 26          | 0           | 0           | 1                     | 0                     | 0                     | -                              | -                              | -                              | -                              | -      | -      | -      | 5      | 0      | 0      | 32    | 0     | 0     |
| Sous-total            | Sous-total              | Sous-total            | 36          | 0           | 1           | 1                     | 0                     | 0                     | -                              | -                              | -                              | -                              | -      | -      | -      | 8      | 0      | 1      | 45    | 0     | 2     |
| 2023                  | FC Dallas               | MLS                   | 7           | 0           | 0           | -                     | -                     | -                     | -                              | -                              | -                              | -                              | 3      | 0      | 0      | -      | -      | -      | 10    | 0     | 0     |
| 2024                  | FC Dallas               | MLS                   | 18          | 1           | 1           | 1                     | 0                     | 0                     | -                              | -                              | -                              | -                              | -      | -      | -      | -      | -      | -      | 19    | 1     | 1     |
| Sous-total            | Sous-total              | Sous-total            | 25          | 1           | 1           | 1                     | 0                     | 0                     | -                              | -                              | -                              | -                              | 3      | 0      | 0      | -      | -      | -      | 29    | 1     | 1     |
| 2024-2025             | Crawley Town            | League One            | 16          | 0           | 2           | -                     | -                     | -                     | -                              | -                              | -                              | -                              | -      | -      | -      | -      | -      | -      | 16    | 0     | 2     |
| 2025-2026             | Reading FC              | League One            | -           | -           | -           | -                     | -                     | -                     | -                              | -                              | -                              | -                              | -      | -      | -      | -      | -      | -      | 0     | 0     | 0     |
| Total sur la carrière | Total sur la carrière   | Total sur la carrière | 195         | 3           | 8           | 6                     | 0                     | 0                     | -                              | 2                              | 0                              | 0                              | 4      | 0      | 0      | 19     | 0      | 2      | 226   | 3     | 10    |

## Palmarès
Toronto FC
- Vainqueur du Championnat canadien en 2018
- Finaliste du Championnat canadien en 2019
- Finaliste de la Coupe MLS en 2019

 Crew de Columbus
- Vainqueur de la Campeones Cup en 2021